# Asilis lyriformis
Asilis lyriformis es una especie de coleóptero de la familia Cantharidae.

## Distribución geográfica
Habita en Nueva Zelanda.